# Lamkuta (Blang Pidie)
Lamkuta is een bestuurslaag in het regentschap Aceh Barat Daya van de provincie Atjeh, Indonesië. Lamkuta telt 662 inwoners (volkstelling 2010).